# Stromness

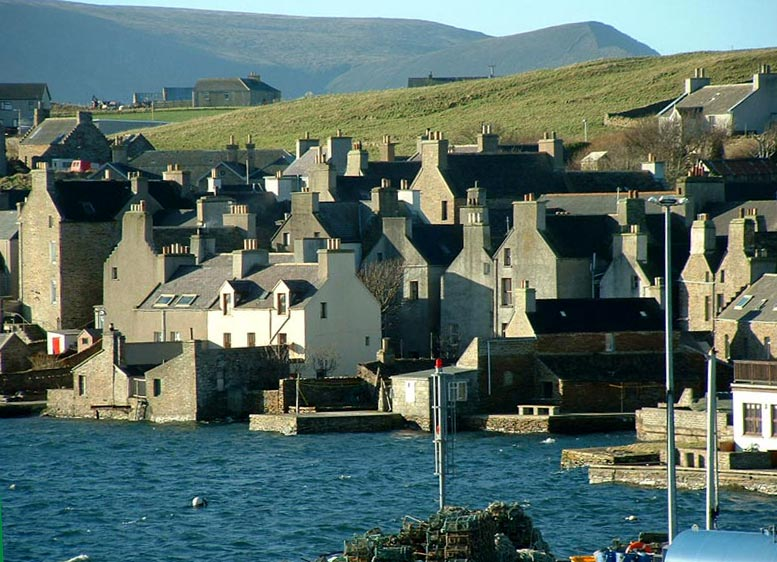
Hamnen i Stromness.

Stromness är den näst största staden på Orkneyöarna, Skottland, och ligger på huvudöns sydvästra strand. Folkmängden uppgick till 1 730 invånare år 2012, på en yta av 0,89 km².
Staden består av en huvudgata kantad av stenhus från vilken prång och gränder förgrenar sig. Färjeförbindelser finns med Scrabster på det skotska fastlandet. Staden hade stor betydelse under 1600-talet då England förde krig mot Frankrike och Engelska kanalen inte gick att använda. Hudson's Bay Company trafikerade regelbundet Stromness.